# Lázurihegy
Lázurihegy (Lazuri), település Romániában, a Partiumban, Bihar megyében.

## Fekvése
Mézgedtől északra, Aszóirtás mellett fekvő település.

## Története
Lázurihegy korábban Aszóirtás része volt. 1956-ban vált külön településsé.
1956-ban 497 lakosa volt.
A 2002-es népszámláláskor 447 román lakosa volt.

## Népzene
A kürtös hegedű az a hangszer, amelyik rányomta bélyegét a bihari folklórra, az itteni népzenének különös hitelességet kölcsönözve. A hangszert ezeken a tájakon már a XX. század elejétől használják. A hangszer egy hegedűből áll, melyhez egy trombita csatlakozik, valamint a régi fonográfok egyik alkotóeleme, amely felerősíti a hangokat, különös fémes csengést kölcsönözve azoknak. A kürtös hegedű legismertebb mestere Dorel Codoban, Lázurihegy faluból.